# Мэн (провинция)

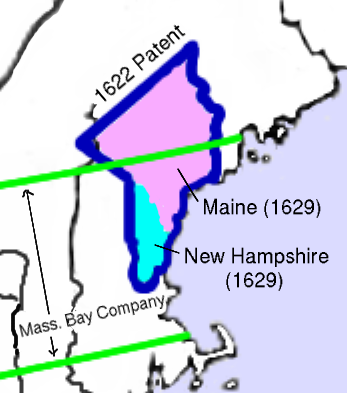
Провинция Мэн в границах патента 1622 года обведена синим. В 1629 году была разделена на Мэн и Нью-Гэмпшир

Провинция Мэн (англ. Province of Maine) — название нескольких английских колониальных владений, существовавших в Северной Америке в первой половине XVII века на территории современных штатов США Мэн, Нью-Гэмпшир, Вермонт и канадских провинций Квебек и Нью-Брансуик.

## Патент 1622 года
Первый патент на провинцию Мэн был выдан в 1622 году королём Яковом I Фердинандо Горджесу и Джону Мэйсону из Плимутского совета по делам Новой Англии (при этом сам Совет имел патент на полосу «от моря до моря» между 40-й и 48-й параллелями). Патент давал право на заселение побережья между устьями рек Мерримак и Кеннебек и неопределённой территории между истоками этих рек. В 1629 году Горджес и Мэйсон разделили причитающуюся им по патенту территорию по реке Пискатака, при этом Мэйсон получил территорию к югу от реки, ставшую провинцией Нью-Гэмпшир, а Горджес — территорию к северу, ставшую провинцией Нью-Соммерсетшир. Недостаток средств и отсутствие королевской хартии затормозило колонизацию Нью-Соммерсетшира, там возникло лишь несколько небольших поселений.

## Патент 1639 года
В 1639 году Горджес получил обновлённый патент — королевскую хартию от Карла I на территорию между реками Пискатака и Кеннебек, то есть на территорию, оставшуюся от патента 1622 года после её раздела с Мэйсоном. Опять препятствием для колонизации стала нехватка средств, но дело продолжало жить и после смерти Горджеса в 1647 году.

## Вхождение в состав Массачусетса
Начиная с 1640-х годов Колония Массачусетского залива стала претендовать на земли к северу от реки Мерримак, основываясь на том факте, что самая северная точка реки расположена гораздо севернее её устья; таким образом она смогла поставить под контроль своей администрации Нью-Гэмпшир. После экспедиции начала 1650-х Массачусетс распространил свои претензии на север вплоть до залива Каско. К 1658 году Массачусетс закончил поглощение территории, попадавшей под юрисдикцию патента Горджеса.
В 1664 году король Карл II даровал Якову, герцогу Йоркскому, территории к северу и востоку от реки Кеннебек вплоть до реки Сент-Круа, которые стали управляться как часть графства Корнуолл провинции Нью-Йорк. Карл хотел включить в патент всю бывшую территорию патента Горджеса, но наследники Горджеса предпочли продать свои права Массачусетсу.
В 1691 году Вильгельм III и Мария II издали хартию о создании провинции Массачусетс-Бэй, в которую вошли земли бывшей Колонии Массачусетского залива и земли герцога Йоркского. Регион оставался частью Массачусетса вплоть до образования штата Мэн в 1820 году.

### Статьи
- Moody, Robert E. Thomas Gorges, Proprietary Governor of Maine, 1640-1643 (англ.) // Proceedings of the Massachusetts Historical Society. — Massachusetts Historical Society, 1963. — Vol. 75. — P. 10-26.
- Farber, Hannah. The Rise and Fall of the Province of Lygonia, 1643–1658 (англ.) // The New England Quarterly. — The New England Quarterly, Inc., 2009. — Vol. 82, iss. 3. — P. 490-513.